# Triumfetta speciosa
Triumfetta speciosa är en malvaväxtart som beskrevs av Berthold Carl Seemann. Triumfetta speciosa ingår i släktet triumfettor, och familjen malvaväxter. Inga underarter finns listade i Catalogue of Life.